# Aglaojoppa caeruleodorsata
Aglaojoppa caeruleodorsata là một loài tò vò trong họ Ichneumonidae.